# François Poupart
François Poupart (1661–1709) francia orvos, anatómus és entomológus.
Ő írta le a lágyékszalagot, amelyet Gabriele Falloppio fedezett fel. A szalagot tiszteletére Poupart-szalagnak is nevezik.
1789-ben a botanikusok közzétették az Indiai-óceán szigeteiről származó Poupartia növénynemzetséget a szömörcefélék családjában. Poupart tiszteletére nevezték el.
Később, 2006-ban a botanikusok közzétették a Poupartiopsis nemzetséget. Ez a nemzetség madagaszkári zárvatermők rendszertani csoportja, amely szintén a szömörcefélék családjába tartozik, és szintén Poupart tiszteletére nevezték el.

## Fordítás
Ez a szócikk részben vagy egészben  a   François Poupart című angol Wikipédia-szócikk ezen változatának fordításán alapul.  Az eredeti cikk szerkesztőit annak laptörténete sorolja fel. Ez a jelzés csupán a megfogalmazás eredetét és a szerzői jogokat jelzi, nem szolgál a cikkben szereplő információk forrásmegjelöléseként.